# 田續
田續（？—？），右北平郡无终县（今天津市蓟州区）人，三國時曹魏將領，是東漢議郎田疇的侄孫。

## 生平
曹丕稱帝，建立曹魏後，為著稱讚田疇的德義行為，但因田疇和田疇之子皆死，並無後嗣，於是賜田續關內侯，並作為田疇的後嗣。景元四年（263年），曹魏大將軍司馬昭下令討伐蜀漢，田續任鎮西護軍，跟隨鎮西將軍鄧艾領軍征蜀。後蜀漢守將姜維與魏軍相持於劍閣，鄧艾領兵從陰平小道到達江油，其間田續曾經違抗鄧艾不肯前進，鄧艾更意圖伺机斬殺他。後鄧艾在緜竹擊敗並斬殺蜀將諸葛瞻，姜維因而退入巴郡，鍾會隨著蜀兵後退而進軍到涪，並派田續與胡烈、龐會等追擊姜維。
蜀漢後主劉禪投降後，鍾會為了謀反，誣告鄧艾在滅蜀後意圖叛逆，鄧艾被捕並押運回洛陽。但次年鍾會謀反事敗被殺，鄧艾原本的屬下決定要追回鄧艾，但衛瓘因之前與鍾會一起誣告鄧艾，害怕鄧艾回來後再追查會牽連自己，於是派田續去追殺鄧艾，更利用田續與鄧艾的私怨，說：「可以報江油之辱矣。」最終田續在緜竹三造亭與鄧艾相遇，並斬殺鄧艾父子。
後事蹟不詳。